# ジーノ・スミス
ユージーン・シリル・スミス3世（Eugene Cyril "Geno" Smith III、1990年10月10日 - ）はアメリカ合衆国フロリダ州マイアミ出身のアメリカンフットボール選手。ポジションはクォーターバック（QB）。現在はNFLのラスベガス・レイダースに所属している。

## 経歴

### プロ入り前

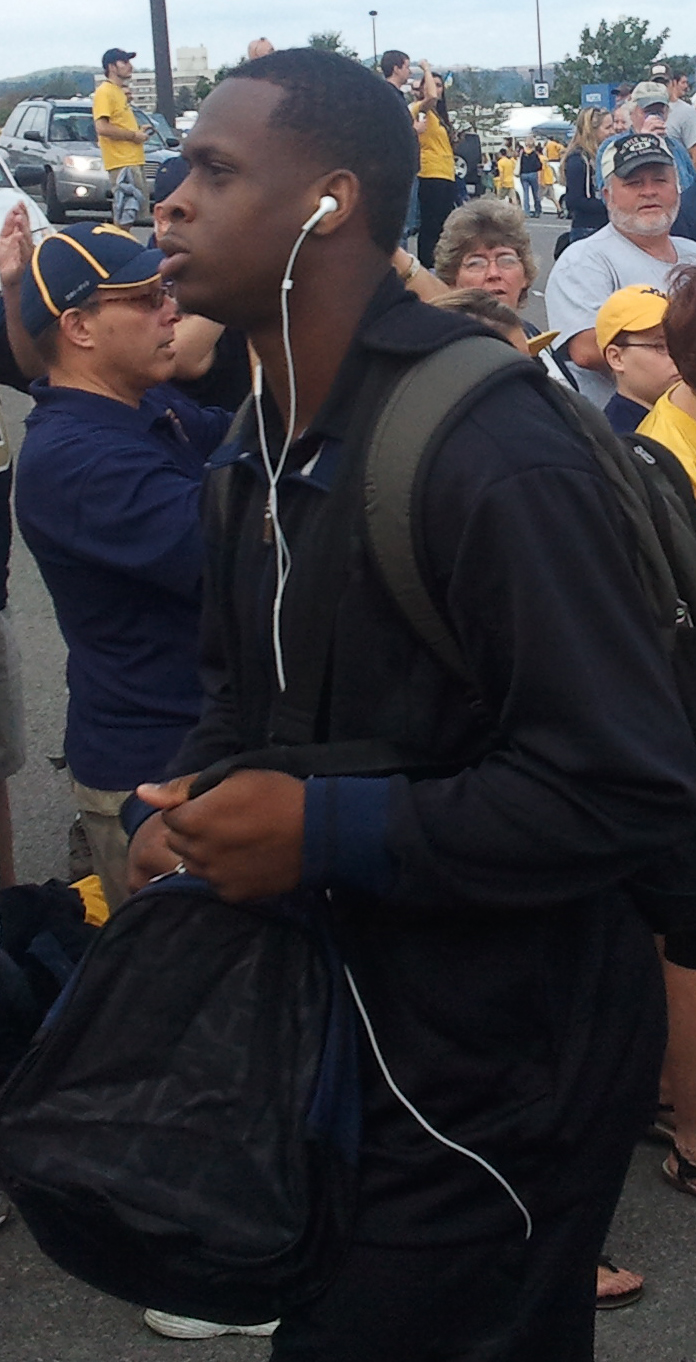
ウェストバージニア大学時代

ウェストバージニア大学ではスプレッドオフェンスで活躍、2011年には4,385ヤード、31TD、7INTの成績をあげた。またオレンジボウルでトム・ブレイディの記録を破る401ヤードを獲得した。2012年のベイラー大学戦ではパス51回中45回成功、656ヤードを獲得、8TDパスを成功させた。シーズン最終戦のカンザス大学戦ではパス24回中23回成功、パス成功率95.8%のNCAA新記録を樹立した。
2013年2月24日のNFLスカウティング・コンバインの40ヤード走で4秒59をマークした。ドラフト前の4月1日、プロフットボール・ウィークリーから練習態度への疑問視や、コンバインでのインタビューセッションなどについて、否定的な意見が書かれ、ドラフトQBランキング6位と低い評価を受けた。この批判報道に対してスミスはUSAトゥデイのインタビューで反論、ウェストバージニア大学のQBコーチも、彼をこれまでに指導した中で最も熱心に練習する選手の1人だと賞賛した。

### ニューヨーク・ジェッツ
2013年の注目QBとしてリストアップされていたスミスは1巡目で指名されると予想されていたが、その予想に反して2巡目（全体39番目)でニューヨーク・ジェッツに指名された。ドラフト直後にスミスは代理人であるセレクト・スポーツ・グループ社を解雇、ジェイ・Zが所有するスポーツ代理人会社「Roc Nation」を新しい代理人に採用した。7月22日にジェッツと4年総額約500万ドルで契約に合意した。8月9日に行われたプレシーズン第1週のデトロイト・ライオンズ戦で足首を痛めて負傷交代した。8月14日のチーム練習で4INTを喫した。プレシーズンでは第3週のニューヨーク・ジャイアンツ戦では前半だけで3INTを喫するなど先発候補としての実力が不安視された。しかしマーク・サンチェスの負傷もあり、開幕戦に先発出場することが発表された。
第2週のニューイングランド・ペイトリオッツ戦では第4Qに3インターセプトを喫して敗れた。この敗戦後、ドラフト外で入団したマット・シムズ待望論も出た。第3週のバッファロー・ビルズ戦では第4Qにスティーブン・ヒルへの69ヤードのTDパスを決めて、27-20で勝利した。11月の4試合ではTDパス0、7インターセプトと精彩を欠いた。第13週のマイアミ・ドルフィンズ戦では前半で降板し、マット・シムズが交代出場したがチームは2試合連続で3点しか取れなかった。第16週のクリーブランド・ブラウンズ戦ではパス36回中20回成功、214ヤード、2TD、インターセプトなし、10回のランで48ヤード、1TDをあげて24-13で勝利した。この年は3,046ヤード獲得、12タッチダウン、被インターセプト21回という成績であった。
2014年シーズンは先発QBに指名され、開幕戦のオークランド・レイダース戦こそ勝利するも、その後は8連敗を喫し、マイケル・ヴィックに先発を譲る試合もあった。最終的にチームは4勝12敗、スミスは14試合で2,525パス獲得ヤード、13タッチダウン、被インターセプト13回という成績であった。
2015年、シーズン開幕直前にロッカールームでお金の貸し借りでトラブルとなったチームメイトに殴られアゴを骨折。この怪我のせいでわずか1試合しか出場することができなかった。この間に代役QBのライアン・フィッツパトリックが好成績を収めたこともあり、スミスはバックアップに回ることとなった。
翌2016年も控えとして起用され、試合出場はわずか2試合に留まった。

### ニューヨーク・ジャイアンツ
2017年3月、ニューヨーク・ジャイアンツに移籍した。2017年シーズンはイーライ・マニングに代わり1試合に先発した。

### ロサンゼルス・チャージャーズ
2018年4月1日、チャージャーズと契約。
主にフィリップ・リバースのバックアップとしてプレーしたがわずか5試合で8ヤードのパス獲得に留まった。

### シアトル・シーホークス
2019年5月15日にシアトル・シーホークスと契約した。
シーホークスでもバックアップとして、正QBラッセル・ウィルソンの控えであったが、2021年シーズン第5週にウィルソンが指を怪我し、負傷者リスト入りしたため、第6週のピッツバーグ・スティーラーズ戦にて4年ぶりの先発出場を果たした。しかしチームはオーバータイムの末20-23で敗れた。
2022年シーズン、開幕前にウィルソンがデンバー・ブロンコスへトレード移籍したため、スミスは空いたレギュラーの座をウィルソンのトレード相手であるドリュー・ロックと争うこととなり、プレシーズンゲームでより好成績を収めたスミスが開幕戦の先発QBの座を勝ち取った。
開幕戦ではいきなりウィルソンの所属しているブロンコスと対戦、2つのタッチダウンを挙げ17-16で勝利を収めた。第4週のデトロイト・ライオンズ戦ではルーキーイヤー以来となる週間MVPに選出された。さらに10月はパス147回中102回成功で成功率69.4％・パス1,207ヤード・9タッチダウン・1インターセプト・レーティング111.7・ラン143ヤード・1タッチダウンランを記録し、月間MVPに輝いた。このシーズンは全試合で先発し、シーホークスのフランチャイズ記録となるパス4,282ヤードを記録した他、パス成功率69.8%はNFLトップの成績であり、チームも9勝8敗の成績でプレーオフに導いた。
ポストシーズンではワイルドカードで同地区のサンフランシスコ・フォーティナイナーズと対戦。自身初となるプレーオフでの先発試合であったこの試合にて、スミスはパス253ヤード獲得・タッチダウンパス2回を記録したが、23-41で敗れた。このシーズン、AP通信カムバック賞を受賞した。オフにシーホークスと3年1億500万ドルの契約に合意した 。
2023年シーズン、2024年シーズンともにQB1としてほとんどの試合で先発したがチームはプレーオフ進出を果たせなかった。2025年3月、3巡目のドラフト指名権と交換でラスベガス・レイダースにトレードされ、シアトルで自分を見出したピート・キャロル新HCと再び組むことになった。